# Novelas de Torquemada

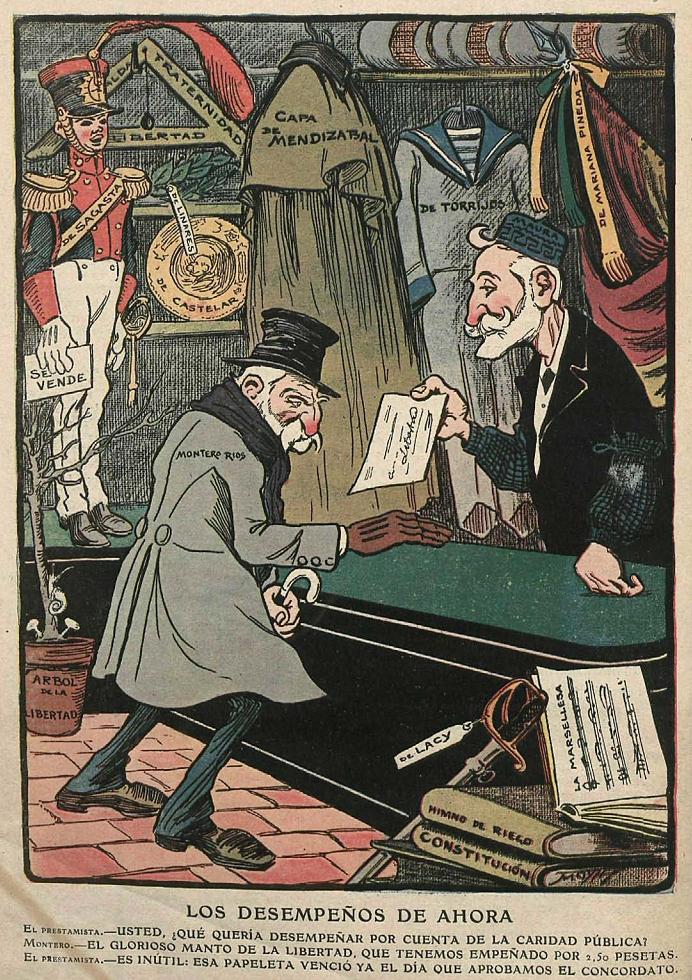
Los desempeños de ahora, dibujo de Joaquín Moya, publicado en la revista satírica Gedeón el 16 de diciembre de 1904.

La tetralogía de las Novelas de Torquemada es un conjunto de cuatro novelas del escritor español Benito Pérez Galdós publicadas entre 1889 y 1895.
La que abre el grupo, titulada Torquemada en la hoguera (1889), se enmarca aún dentro del «ciclo de la materia», el primero de los dos ciclos en que los especialistas dividen del conjunto de las novelas españolas contemporáneas. Luego, dentro ya del «ciclo espiritualista», Galdós escribió a partir de 1893, en tres años sucesivos, Torquemada en la cruz (1893), Torquemada en el purgatorio (1894) y Torquemada y San Pedro (1895). 
En su estudio acerca de la serie de obras con el protagonista común de Torquemada, el crítico y galdosista Joaquín Casalduero aclara, siguiendo pautas anotadas por el propio autor, que las cuatro novelas en realidad son solo dos: la primera y el conjunto de las tres restantes. Su protagonista, Francisco Torquemada, es un prestamista que, ejerciendo la usura, prospera en el Madrid post-isabelino de los primeros años de la Restauración. La crítica lo considera «uno de los grandes avaros de la literatura universal».

## Torquemada en la hoguera
En Torquemada en la hoguera —relato o cuento alargado más que novela breve—, presenta Galdós al personaje Francisco Torquemada, un usurero de los muchos que sangraron al propio Galdós a lo largo de su vida. La venganza del autor y víctima del mísero vampiro social se describe en el primer párrafo de la novela, en una alegoría casi cómica de la Santa Inquisición: 

Voy a contar cómo fue al quemadero el inhumano que tantas vidas infelices consumió en llamas; que a unos les traspasó los hígados con un hierro candente; a otros les puso en cazuela bien mechados, y a los demás los achicharró por partes, a fuego lento, con rebuscada y metódica saña. Voy a contar cómo vino el fiero sayón a ser víctima; cómo los odios que provocó se le volvieron lástima, y las nubes de maldiciones arrojaron sobre él lluvia de piedad; caso patético, caso muy ejemplar, señores, digno de contarse para enseñanza de todos, aviso de condenados y escarmiento de inquisidores.
Benito Pérez Galdós, Torquemada en la hoguera.

## Torquemada en la cruz

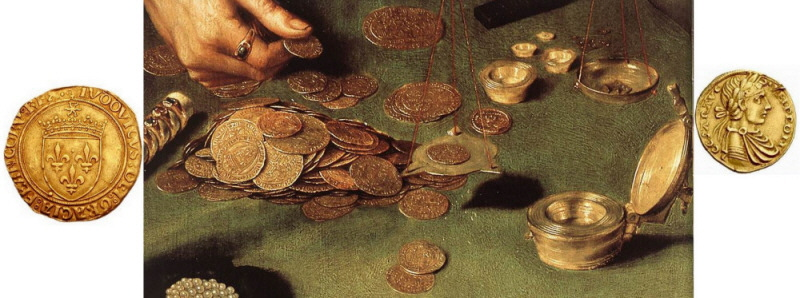
Detalle del óleo de Quintín Masis El cambista y su mujer (1514). Museo del Louvre, París.

El sainetero esperpento de la primera entrega de las novelas de Torquemada tomó cuerpo con la reaparición del personaje en una trilogía narrativa con categoría de obra independiente. El usurero de barrio, cómico por mísero, va a convertirse por la magia de su avaricia en el Midas del cuento (que todo lo que tocaba lo convertía en oro).
Quizá sea necesario recordar que en la ideología de Galdós, hombre lúcido del siglo XIX, «el negociante en dinero tiene un sentido negativo opuesto por completo al creador de riqueza». Dicho con otras palabras —y la misma fuente, Casalduero de nuevo—, Torquemada sale del papel de usurero para convertirse en financiero moderno... Pero «en los negocios de dinero, Galdós no ve sino una actividad social parasitaria».
La trilogía compacta que se abre con Torquemada en la cruz va a moverse en un triple escenario: el siglo XIX «encenagado en lo material»; el Madrid galdosiano del multimillonario Torquemada contemplado sin piedad; y el esperpento familiar de los Águila (los hermanos Cruz, Fidela y Rafael), aristócratas arruinados. Galdós, narrando la trama urdida por Cruz, casará a Fidela con el ambicioso Torquemada, ante la mirada escandalizada del ciego Rafael. Una trama que le servirá al novelista para mostrar el fenómeno social común a la España y la Europa del último cuarto del siglo XIX, la actitud de una clase dominante «que no transige con la democracia política, pero sí con la democracia del dinero».

## Torquemada en el purgatorio
En el fino hilo argumental de la trilogía compacta del Torquemada triunfador cosido en las carnes de la plutocrática familia Águila, se irán sucediendo los golpes de efecto de la trama esperpéntica. Rafael, el hermano ciego y clarividente, se suicida. La unión de Fidela, la hermana sacrificada (mitad venta, mitad inversión), engendra como fruto de su matrimonio con Torquemada un triste fruto, un pobre anormal al que sus creadores tratan de «salvaje, bruto, monstruo, etc.» —un precedente, como recurso literario y golpe de efecto, similar al que cien años más tarde utilizará Gabriel García Márquez en Cien años de soledad. 
En junio de 1894, Galdós concluyó Torquemada en el Purgatorio en su casa de La Magdalena, en Santander. En las últimas páginas, poco antes de que Rafael Águila se tire por la ventana, el ciego —que en ausencia de su criado se deja desvestir con la ayuda de Torquemada— le comenta en voz alta a su adinerado y amable cuñado esta sumaria reflexión:

La monarquía es una fórmula vana, la aristocracia una sombra. En su lugar, reina y gobierna la dinastía de los Torquemadas, vulgo prestamistas enriquecidos. Es el imperio de los capitalistas, el patriciado de estos Médicis de papel mascado... No sé quién dijo que la nobleza esquilmada busca el estiércol plebeyo para fecundarse y poder vivir un poquito más.
Benito Pérez Galdós, Torquemada en el Purgatorio, tercera parte, capítulo 12.

## Torquemada y San Pedro

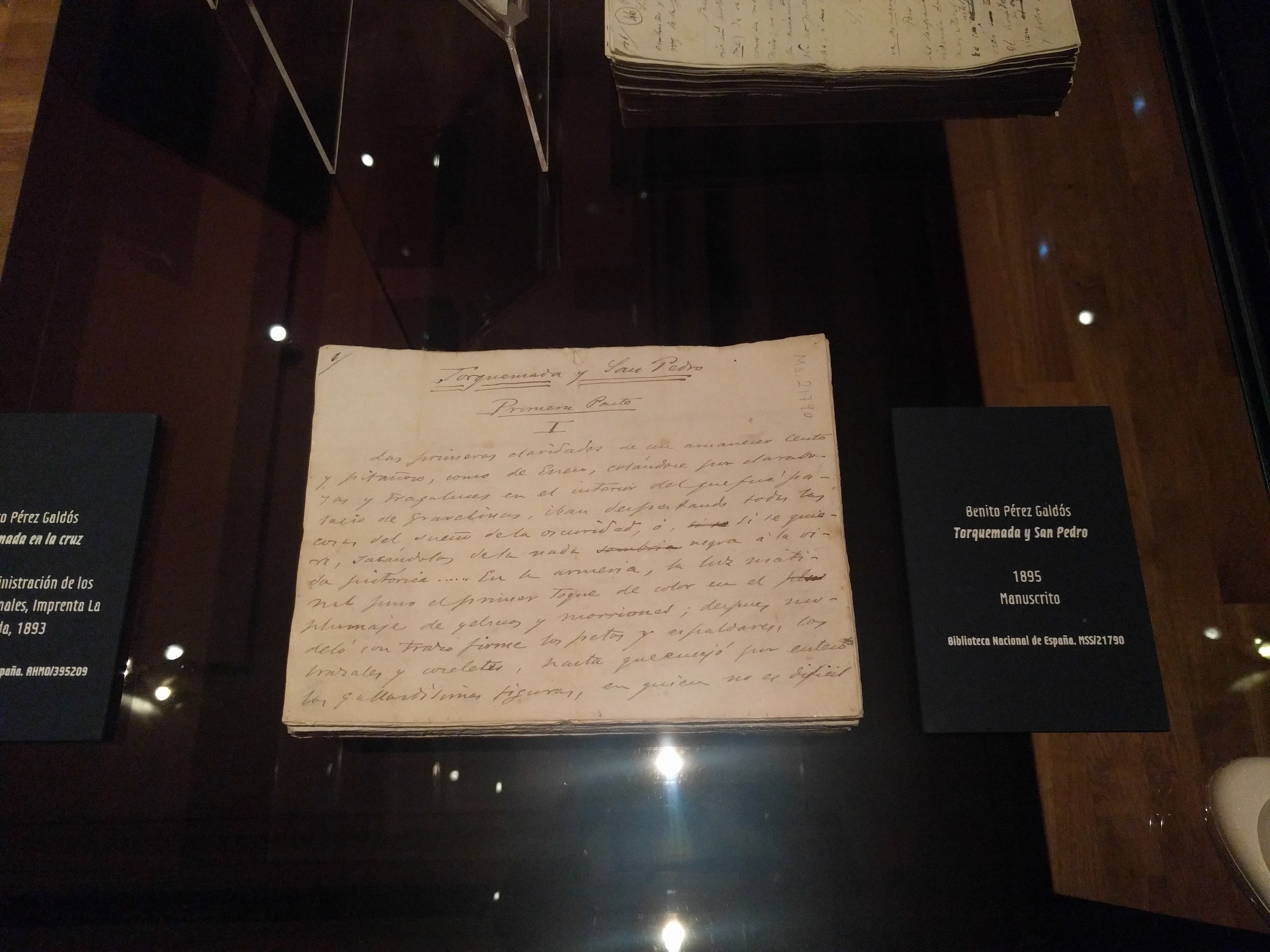
Manuscrito de Torquemada y San Pedro de 1895. Biblioteca Nacional de España.

El palacio de Gravelinas, en un recodo imaginado de la vieja calle de San Bernardo, y la sombra del misionero Gamborena (al que Torquemada llama San Pedro) recorriendo la mansión, los gritos del hijo monstruoso y la inercia mortal de sus creadores serán el fáustico escenario para la trama final. «Los personajes viven en una atmósfera de frío y de nieve que se transforma en barro, chapoteando sin brío y sin ánimo en un barrizal». Siguiendo el hilo, morirá la aristócrata Fidela y el hinchado financiero no tardará en estallar también.
La farsa tragicómica de Torquemada en la cruz y Torquemada en el purgatorio contrasta con el sentimiento de la nada, de muerte, que reina en la conclusión de esta trilogía particular. El último episodio de la irresistible ascensión de Francisco Torquemada, concluye «reventando» como un globo. El financiero avaro «muere de una indigestión; se le indigesta la comida y el oro».